# Torrejoncillo del Rey
Torrejoncillo del Rey – gmina w Hiszpanii, w prowincji Cuenca, w Kastylii-La Mancha, o powierzchni 201,46 km². W 2011 roku gmina liczyła 514 mieszkańców.